# Challenger de Surbiton 2024
El torneo Surbiton Trophy 2024, denominado por razones de patrocinio Lexus Surbiton Trophy fue un torneo de tenis perteneció al ATP Challenger Tour 2024 en la categoría Challenger 125. Se trató de la 19.ª edición, el torneo tuvo lugar en la ciudad de Surbiton (Reino Unido), desde el 3 hasta el 9 de junio de 2024 sobre pista de césped  al aire libre.

## Jugadores participantes del cuadro de individuales
| Preclasificado | País                                  | Jugador               | Rank1 | Posición en el torneo |
| 1              | Bandera de Estados Unidos             | Alex Michelsen        | 60    | Primera ronda         |
| 2              | Bandera del Reino Unido               | Dan Evans             | 62    | Segunda ronda         |
| 3              | Bandera de Finlandia                  | Emil Ruusuvuori       | 67    | Primera ronda         |
| 4              | Bandera de Australia                  | Christopher O'Connell | 68    | Baja                  |
| 5              | Bandera de Estados Unidos             | Mackenzie McDonald    | 74    | Segunda ronda         |
| 6              | Bandera de Estados Unidos             | Brandon Nakashima     | 84    | Semifinales           |
| 7              | Bandera de Australia                  | Aleksandar Vukic      | 89    | Segunda ronda         |
| 8              | Bandera de la República Popular China | Shang Juncheng        | 92    | Primera ronda         |

- 1 Se ha tomado en cuenta el ranking del 27 de mayo de 2024.

### Otros participantes
Los siguientes jugadores recibieron una invitación (wild card), por lo tanto ingresan directamente al cuadro principal (WC):
- Dan Evans
- Arthur Fery
- Billy Harris

Los siguientes jugadores ingresan al cuadro principal tras disputar el cuadro clasificatorio (Q):
- Mattia Bellucci
- Maxime Cressy
- Shintaro Mochizuki
- Leandro Riedi
- Sho Shimabukuro
- Beibit Zhukayev

## Campeones

### Individual Masculino
- Lloyd Harris derrotó en la final a  Leandro Riedi por 7–6(8), 7–5

### Dobles Masculino
- Julian Cash /  Robert Galloway derrotaron en la final a  Nicolás Barrientos /  Diego Hidalgo por 6–4, 6–4